# Westminstrska palača
Westminstrska palača je kraj srečanja parlamenta Združenega kraljestva in stoji v Londonu v Angliji. Običajno se imenuje domova parlamenta po spodnjem domu in lordski zbornici, dveh zakonodajnih zborih, ki zasedata stavbo. Palača je eno od središč političnega življenja v Združenem kraljestvu; Westminster je postal metonim za parlament Združenega kraljestva in britansko vlado, westminstrski vladni sistem pa spominja na ime palače. Elizabetin stolp palače z vzdevkom Big Ben je znamenitost Londona in Združenega kraljestva nasploh. Westminstrska palača je od leta 1970 uvrščena na seznam zavarovanih stavb I. stopnje, od leta 1987 pa je del Unescove svetovne dediščine.
Stavba je bila prvotno zgrajena v 11. stoletju kot kraljeva palača in je bila glavna rezidenca angleških kraljev do leta 1512, ko je požar uničil kraljeve apartmaje. Monarh se je preselil v sosednjo palačo Whitehall, vendar je preostali del palače še naprej služil kot dom angleškega parlamenta, ki se je tam sestajal od 13. stoletja. Leta 1834 je drugi, večji požar uničil večino palače, vendar je bila Westminstrska dvorana rešena in vključena v nadomestno palačo.
Na natečaju za načrtovanje nove palače je zmagal arhitekt Charles Barry, ki je za stavbo izbral neogotski slog. Gradnja se je začela leta 1840 in je trajala 30 let, pri čemer je prišlo do zamud, prekoračitev stroškov in smrti Barryja in njegovega pomočnika Augustusa Pugina. Palača vsebuje prostore za spodnji dom, lordsko zbornico in monarha ter ima površino 112.476 m². Po drugi svetovni vojni so bila potrebna obsežna popravila, vključno z obnovo uničene skupne dvorane. Kljub nadaljnjim konservatorskim delom, ki so bila od takrat opravljena, je palača nujno potrebna večjega popravila.

## Zgodovina

### Stara palača
Mesto sedanje palače je morda uporabljal Knut Veliki med svojo vladavino od 1016 do 1035. Od ok. 1045 – ok. 1050 je Edvard Spoznavalec zgradil palačo in prvo Westminstrsko opatijo. Najstarejši ohranjeni del palače je Westminstrska dvorana ki je iz obdobja vladavine Viljema II. (vladal 1087–1100). Palača je bila glavna rezidenca angleških monarhov v poznem srednjem veku. Leta 1512, med zgodnjo vladavino Henrika VIII., je požar uničil kraljeve apartmaje v palači. Leta 1534 se je Henrik preselil v sosednjo palačo Whitehall, nekdanji York Place, ki jo je zasegel od kardinala Thomasa Wolseyja. Čeprav je Westminster ostal kraljeva palača, sta bila od te točke naprej njena glavna prebivalca oba domova parlamenta in različna sodišča.
Predhodnica parlamenta, Curia Regis, se je sestala v Westminster Hallu, ko je bil kralj v rezidenci. »Vzorčni parlament«, ki velja za prvi angleški parlament, se je sestal v palači leta 1295; medtem ko so se srednjeveški angleški parlamenti sestajali na različnih lokacijah, je bila palača pogosto uporabljena in se je razvila v stalni dom telesa. Palača ni imela namenskih prostorov za spodnji dom ali lordsko zbornico; prilagodili so kapelo sv. Štefana za svojo uporabo v 16. stoletju, lordi pa so uporabljali poslikano dvorano in od leta 1801 belo dvorano.
Palača je bila od 18. stoletja dalje podvržena pomembnim spremembam, saj je parlament težko opravljal svoje posle v omejenem razpoložljivem prostoru. Ti so vključevali novo skladišče in prostore za odbore Johna Vardyja, dokončano leta 1770; nova uradna rezidenca za predsednika spodnjega doma, dokončana leta 1795; ter pomembne spremembe in novo stavbo Jamesa Wyatta, dokončano leta 1801. Zadnje spremembe je izvedel sir John Soane med letoma 1824 in 1827 in so vključevale nove knjižnične prostore za oba domova parlamenta in nova pravna sodišča za kanclersko in kraljevo klop.

### Požar in rekonstrukcija
16. oktobra 1834 je v palači izbruhnil požar, potem ko je pregreta peč, ki je bila uporabljena za uničenje zalog državne blagajne, zažgala dvorano lordske zbornice. Uničena sta bila oba domova parlamenta, skupaj z večino drugih stavb v kompleksu palače. Westminstrska dvorana je bila rešena zahvaljujoč gašenju in spremembi smeri vetra. Stolp draguljev in podstrešje, križni hodnik in kapiteljska dvorana kapele svetega Štefana so bili edini ostali deli palače, ki so preživeli.
Viljem IV. Britanski je parlamentu ponudil skoraj dokončano Buckinghamsko palačo, v upanju, da se bo tako odrekel rezidenci, ki mu ni bila všeč; vendar je bila stavba ocenjena kot neprimerna za parlamentarno uporabo in je bilo darilo zavrnjeno. Pobarvana dvorana in Bela dvorana sta bili na hitro popravljeni za začasno uporabo in leta 1835, po splošnih volitvah tistega leta, je kralj dovolil parlamentu, da naredi »načrte za [njeno] trajno nastanitev«. Vsaka dom je ustanovil odbor in izbran je bil perpendicular slog v slogu neogotike arhitekta Charlesa Barryja. Barry ni imel izkušenj z gotiko in se je pri oblikovanju podrobnosti močno zanašal na Augustusa Pugina. Lordska zbornica je bila dokončana leta 1847, spodnji dom pa leta 1852. Čeprav je bila večina del opravljena do leta 1860, je bila gradnja končana šele desetletje zatem.

### Poškodbe in obnova iz druge svetovne vojne
Med drugo svetovno vojno so palačo štirinajstkrat bombardirali. Bomba, ki je padla 26. septembra 1940, je dvignila kip Riharda Levjesrčnega s podstavka in upognila njegov meč, podobo, ki je bila uporabljena kot simbol moči demokracije, »ki bi se ob napadu upognila, a ne zlomila«.
Najhujša racija se je zgodila v noči z 10. na 11. maj 1941, ko je bila palača vsaj dvanajstkrat zadeta in so bili trije ljudje (dva policista in stalni nadzornik lordske zbornice Edward Elliott) ubiti. Dvorana spodnjega doma in streha Westminstrske dvorane sta bila zažgana; ker gasilci niso mogli rešiti obeh, je bila dvorana prednostna in rešena, medtem ko je bila komora uničena. Lordska zbornica in stolp z uro sta bila poškodovana v istem napadu. Dvorana spodnjega doma je bila po vojni obnovljena v poenostavljenem slogu in je bila dokončana leta 1950.

### Nedavna zgodovina
Ker se je potreba po pisarniških prostorih v palači povečala, je parlament leta 1975 pridobil pisarniške prostore v bližnji stavbi Norman Shaw in v po meri zgrajeni hiši Portcullis, dokončani leta 2000. To povečanje je vsem poslancem omogočilo, da imajo lastne pisarne.
Palača je bila leta 1970 uvrščena na seznam zavarovanih stavb I. stopnje, leta 1987 pa na seznam svetovne dediščine. Tkivo stavbe je nujno treba obnoviti. Januarja 2018 je spodnji dom glasoval za oba domova, da izpraznita palačo, da bi omogočili popolno prenovo stavbe, ki bo trajala najmanj šest let in se bo začela ne prej kot leta 2025. Septembra 2022 je bil ustanovljen Restoration and Renewal Client Board, skupni odbor zgornjega in spodnjega doma parlamenta, ki bo nadzoroval potrebna dela.

## Zunanjost
Oblikovanje Charlesa Barryja za Westminstersko palačo uporablja perpendicular gotski slog, ki je bil priljubljen v 15. stoletju in se je vrnil med oživitvijo gotike v 19. stoletju. Barry je bil klasični arhitekt, vendar mu je pomagal gotski arhitekt Augustus Pugin. Westminstrska dvorana, ki je bila zgrajena v 11. stoletju in je preživela požar leta 1834, je bila vključena v Barryjevo zasnovo. Pugin je bil nezadovoljen z rezultatom dela, zlasti s simetrično postavitvijo, ki jo je oblikoval Barry; slavno je pripomnil: »Vse grško, gospod; tudorski detajli na klasičnem telesu.«

### Kamnoseštvo
Leta 1839 je Charles Barry potoval po Veliki Britaniji in si ogledoval kamnolome in zgradbe z odborom, ki je vključeval dva vodilna geologa in kamnoseka. Izbrali so Anston, magnezijev apnenec peščene barve, pridobljen v vaseh Anston v Južnem Yorkshiru in Mansfield Woodhouse v Nottinghamshiru. S seznama 102 sta bila izbrana dva kamnoloma, pri čemer večina kamna prihaja iz prvega. Ključni dejavnik je bil prevoz, dosežen po vodi prek kanala Chesterfield, Severnega morja ter rek Trent in Temza. Poleg tega je bil Anston cenejši in »lahko ga je bilo dobaviti v blokih, debelih do štiri čevlje, in je bil primeren za podrobno rezbarjenje«.
Barryjeva nova Westminstrska palača je bila obnovljena z anstonskim apnencem peščene barve. Vendar pa je kamen kmalu začel propadati zaradi onesnaženosti in slabe kakovosti nekaterih uporabljenih kamnov. Čeprav so bile takšne napake očitne že leta 1849, do konca 19. stoletja ni bilo narejenega nič, tudi po dolgem študiju. V 1910-ih pa je postalo jasno, da je treba del kamna zamenjati. Leta 1928 je bilo ocenjeno, da je treba uporabiti Clipshamov kamen, medeno obarvan apnenec iz Rutlanda, da bi nadomestili razpadli Anston. Projekt se je začel v 1930-ih, vendar ga je izbruh druge svetovne vojne ustavil in dokončal šele v 1950-ih. Do 1960-ih je onesnaženje spet začelo jemati svoj davek. Program ohranjanja kamna in restavriranja zunanjih vzpetin in stolpov se je začel leta 1981 in končal leta 1994.

### Stolpi

#### Viktorijin stolp
Westminstrska palača ima tri glavne stolpe. Največji in najvišji je 98,5-metrski Viktorijin stolp, ki zavzema jugozahodni vogal palače. Stolp je bil sestavni del Barryjeve prvotne zasnove in nameraval je biti najbolj nepozaben element, saj si ga je zamislil kot oporišče zakonodajnega "gradu". Stolp je bil večkrat preoblikovan in njegova višina se je postopoma povečevala; po dokončanju leta 1858 je bil najvišja posvetna zgradba na svetu.
Ob vznožju stolpa je suvereni vhod, ki ga uporablja monarh vsakič, ko vstopi v palačo za odprtje parlamenta ali za druge državne priložnosti. 15 m visok lok je bogato okrašen s skulpturami, vključno s kipi sv. Jurija, Andreja in Patrika ter kraljice Viktorije. V glavnem delu stolpa je parlamentarni arhiv v 8,8 kilometrih jeklenih polic, razporejenih v 12 nadstropjih. Arhivi vključujejo glavne izvode vseh zakonov parlamenta od leta 1497 in pomembne rokopise, kot sta izvirna listina pravic in smrtni nalog kralja Karla I.. Na vrhu piramidalne strehe iz litega železa je 22 m zastava, s katere plapola kraljeva zastava (monarhova osebna zastava), ko je vladar prisoten v palači. Vse druge dni zastava Unije vihra z jambora.

#### Elizabetin stolp (Big Ben)
Na severnem koncu palače je Elizabetin stolp, splošno znan kot Big Ben. S 96 metri je le malo nižji od Viktorijinega stolpa, vendar veliko vitkejši. Do leta 2012 se je imenoval Clock Tower, ko so ga preimenovali v počastitev diamantnega jubileja Elizabete II. Urni stolp je zasnoval Augustus Pugin in je bil zgrajen po njegovi smrti. Charles Barry je prosil Pugina, naj oblikuje stolp z uro, ker je Pugin pred tem pomagal Barryju oblikovati palačo.
V stolpu je Velika ura, ki uporablja originalni mehanizem, ki ga je izdelal Edward John Dent po načrtih amaterskega urarja Edmunda Becketta Denisona. Po standardih 19. stoletja je zelo natančen, saj odbije uro natančno v sekundi in ostaja zanesljiv, odkar je začel delovati leta 1859. Čas prikazujejo štiri številčnice s premerom 7 metrov, ki so izdelane iz mlečnega stekla in so ponoči osvetljene od zadaj; urni kazalec je dolg 2,7 metra, minutni kazalec pa 4,3 metra.
V zvoniku nad uro visi pet zvonov. Štirje četrtinčni zvonovi udarijo po Westminstrskih zvoncih vsake četrt ure. Največji zvon bije ure; uradno imenovan Veliki zvon, se na splošno imenuje Big Ben, vzdevek negotovega izvora, ki se sčasoma pogovorno uporablja za celoten stolp. Prvi urni zvon je med preizkušanjem počil in je bil preoblikovan; sedanji zvon je pozneje sam počil, kar mu daje značilen zvok. Je tretji najtežji zvon v Veliki Britaniji, saj tehta 13,8 tone. V luči na vrhu Elizabetinega stolpa je Ayrtonova luč, ki se prižge, ko kateri koli parlament zaseda v temi. Postavljena je bila leta 1885 na zahtevo kraljice Viktorije, da je lahko iz Buckinghamske palače videla, ali so člani 'na delu', poimenovana pa je bila po Actonu Smeeju Ayrtonu, ki je bil prvi komisar za dela v 1870-ih.

#### Centralni stolp
Najnižji od treh glavnih stolpov palače (z 91 metri), osmerokotni osrednji stolp stoji nad sredino stavbe, tik nad osrednjim preddverjem. Načrtom je bil dodan na vztrajanje dr. Davida Boswella Reida, ki je bil zadolžen za prezračevanje novih domov parlamenta: njegov načrt je predvideval osrednji dimnik, skozi katerega bi se izvlekel, kot je sam imenoval, 'uničen zrak' stavbe s toploto in dimom okoli štiristo požarov okoli palače. Da bi sprejel stolp, je bil Barry prisiljen znižati visok strop, ki ga je načrtoval za osrednje preddverje, in zmanjšati višino oken; vendar se je stolp izkazal kot priložnost za izboljšanje zunanje zasnove palače in Barryja, da bi iz njega naredil zvonik, da bi uravnotežil učinek masivnejših stranskih stolpov. Centralni stolp ni popolnoma izpolnil svojega namena, vendar je opazen kot »prva priložnost, ko so mehanske storitve resnično vplivale na arhitekturno zasnovo«.

#### Manjši stolpi
Nekatere druge značilnosti Westminsterske palače so znane kot stolpi. Stolp svetega Štefana je na sredini zahodnega sprednjega dela palače, med Westminstrsko dvorano in dvoriščem stare palače, in je javni vhod v palačo. Paviljona na severnem in južnem koncu rečne fronte se imenujeta Speaker's Tower oziroma Chancellor's Tower po predsedujočih obeh domovih v času rekonstrukcije palače – predsedniku spodnjega doma parlamenta in lordu Kanclerju. Govorniški stolp vsebuje govorniško hišo, uradno rezidenco predsednika skupščine.
Poleg fial, ki se dvigajo med okenskimi odprtinami vzdolž pročelja palače, številni stolpi poživijo obzorje stavbe. Tako kot Centralni stolp so bili tudi ti zgrajeni iz praktičnih razlogov, saj zakrivajo prezračevalne jaške.

### Okolica
Westminstrsko palačo obdajajo številni majhni vrtovi. Victoria Tower Gardens je odprt kot javni park ob bregu reke južno od palače. Black Rod's Garden (imenovan po pisarni Gentleman Usher of the Black Rod) je zaprt za javnost in se uporablja kot zasebni vhod. Dvorišče stare palače pred palačo je tlakovano in pokrito z betonskimi varnostnimi bloki. Cromwell Green (tudi na pročelju in leta 2006 obdan z okrasnimi ploščami za gradnjo novega centra za obiskovalce), New Palace Yard (na severni strani) in Speaker's Green (neposredno severno od palače) so zasebni in zaprti za javnost. College Green, nasproti lordske zbornice, je majhna trikotna zelenica, ki se običajno uporablja za televizijske intervjuje s politiki.

## Notranjost
Westminstrska palača vsebuje več kot 1100 sob, 100 stopnišč in 4,8 kilometra hodnikov, ki se razprostirajo v štirih nadstropjih. Pritličje zavzemajo pisarne, jedilnice in lokali; v prvem ali glavnem nadstropju so glavni prostori palače, vključno z razpravnimi dvoranami, preddverji in knjižnicami. Zgornji dve nadstropji se uporabljata kot sobe za odbore in pisarne.
Nekatere notranjosti je zasnoval in poslikal J. G. Crace, ki je delal v sodelovanju s Puginom in drugimi. Na primer, Crace je okrasil in pozlatil strop kapele sv. Marije Undercroft.

### Tloris
Palača je približno pravokotna zgradba z dolgo osjo, ki je vzporedna z reko Temzo. Stavba je načrtovana okoli osrednjega preddverja, velike dvorane, iz katere vodijo hodniki proti severu do skupne dvorane, južno do lordske zbornice in zahodno do javnega vhoda in Westminstrske dvorane; na vzhodu so sobe za odbore in knjižnice. Monarhove sobe so za Lordsko dvorano na skrajnem jugu palače.
Palača ima ločene vhode za različne uporabnike: monarha, člane lordske zbornice, člane parlamenta in javnost. Vladarjev vhod je ob vznožju Viktorijinega stolpa v jugozahodnem kotu palače in vodi neposredno do monarhovega apartmaja. Člani lordske zbornice uporabljajo vhod Peers' na sredini fasade dvorišča stare palače, ki se odpira v vhodno vežo. Stopnišče od tam vodi skozi hodnik in knežjo dvorano v dvorano gospodov. Poslanci vstopijo v svoj del stavbe z vhoda za poslance na južni strani dvorišča New Palace. Njihova pot poteka skozi garderobo v spodnjem nadstropju križnega hodnika in na koncu doseže preddverje za člane neposredno južno od skupne dvorane. Vhod sv. Štefana, približno v središču zahodnega pročelja stavbe, je javni vhod. Od nje se obiskovalci sprehodijo po stopnicah do dvorane svetega Štefana, v kateri je zbirka marmornih kipov uglednih parlamentarcev, nato pa do osrednjega preddverja.

### Monarhove sobe

#### Normanska veranda
Vladarjev vhod je pod Viktorijinim stolpom. Zasnovan je bil za uporabo vladarja in ga uporabljajo med državnim odprtjem parlamenta. Vladarjev vhod je tudi formalni vhod, ki ga uporabljajo gostujoči dostojanstveniki, pa tudi izhodišče javnih ogledov palače.
Od vhoda vodi stopnišče do glavnega nadstropja v širokem neprekinjenem nizu 26 stopnic iz sivega granita. Na vrhu je Normanska veranda, kvadratni podest z osrednjim gručastim stebrom in stropom s štirimi banjastimi oboki z rebri in izrezljanimi izboklinami. Veranda je bila imenovana po predlagani dekorativni shemi, ki ni bila nikoli dokončana, vendar bi jo sestavljali kipi normanskih kraljev in freske, ki prikazujejo normansko zgodovino. Kot je dokončana, ima veranda vitraže, ki prikazujejo Edvarda Spoznavalca in mlado kraljico Viktorijo, kopijo slike Viktorije iz leta 1900, ki jo je ustvaril Jean-Joseph Benjamin-Constant in doprsne kipe predsednikov vlad, ki so sedeli v lordski zbornici na podstavkih, namenjenih za kipe. Dvojna vrata nasproti stopnic vodijo v Kraljevo galerijo, druga na desni pa se odpirajo v garderobo.

#### Garderoba
Garderoba je na južnem koncu osi sever-jug palače in zavzema sredino južne sprednje strani s pogledom na vrtove Viktorijinega stolpa. To je kraj, kjer se suveren pripravlja na državno otvoritev parlamenta, tako da se preobleče v svoja uradna oblačila in si nadene cesarsko državno krono. V središču sobe je državni stol, ki stoji na tristopničnem podiju pod baldahinom, okrašenim z grbi in cvetličnimi simboli Anglije, Škotske in Irske. Plošča iz vijoličnega žameta tvori ozadje stola, izvezena s strani Royal School of Needlework s kraljevim grbom, obdanim z zvezdami in monogrami VR. Edward Barry je oblikoval tako stol, katerega blazina in naslonjalo sta prav tako izvezena, kot okrašen marmorni kamin čez sobo, ki ima pozlačena kipca svetega Jurija in svetega Mihaela.
Okrasna tema sobe je legenda o kralju Arturju, ki je za mnoge viktorijance vir njihove narodnosti. Stene pokriva pet fresk, ki jih je med letoma 1848 in 1864 naslikal William Dyce in prikazujejo alegorične prizore iz legende. Vsak prizor predstavlja viteško vrlino; največji, med dvemi vrati, ima naslov Sprejem sira Tristrama za okroglo mizo in ponazarja vrlino gostoljubja. Sedem je bilo prvotno naročenih, vendar preostali dve sliki nista bili izvedeni zaradi umetnikove smrti, na tapetnih ploščah, ki obdajajo predsednika državnega zbora, pa visita oljna portreta kraljice Viktorije in princa Alberta Franza Xaverja Winterhalterja. Druge dekoracije v sobi je prav tako navdihnila Arturjeva legenda in sicer serija 18 nizkih reliefov pod slikami, ki jih je v hrast izrezljal Henry Hugh Armstead in friz, ki teče pod stropom in prikazuje pripisane grbe vitezov okrogle mize. Sam strop je okrašen s heraldičnimi znaki, prav tako obroba lesenega poda, ki je, kot je razvidno iz sosednje slike, ostal izpostavljen zaradi preprog.
Garderoba je bila na kratko uporabljena kot dvorana za sestanke lordske zbornice, medtem ko je dvorano lordske zbornice zasedal spodnji dom, katerega dvorano je leta 1941 uničil Blitz.

#### Kraljeva galerija
Takoj severno od garderobe je Kraljeva galerija. S 33,5 krat 13,7 metra je ena največjih sob v palači. Njen glavni namen je služiti kot oder kraljeve procesije ob otvoritvi parlamenta, ki jo občinstvo opazuje z začasnih stopničastih sedežev na obeh straneh poti. Občasno so jo uporabljali tudi gostujoči državniki iz tujine, ko so nagovarjali oba domova parlamenta, pa tudi za sprejeme v čast tujih dostojanstvenikov in pogosteje za zajtrk lorda kanclerja; v preteklosti je bilo gledališče več sojenj vrstnikov v lordski zbornici. Dokumenti iz parlamentarnih arhivov so na ogled v Kraljevi galeriji (vključno s faksimilom smrtne obsodbe Karla I.), mize in sedeži pa ponujajo delovni prostor za lorde, saj je priročno blizu njihove razpravne dvorane.
Okrasna shema Kraljeve galerije je bila namenjena prikazu pomembnih trenutkov britanske vojaške zgodovine, stene pa krasita dve veliki sliki Daniela Maclisa, od katerih vsaka meri 13,7 krat 3,7 metra: Nelsonova smrt (upodobljena Smrt Lorda Nelsona v bitki pri Trafalgarju leta 1805) in Srečanje Wellingtona in Blücherja po bitki pri Waterlooju (prikazuje srečanje vojvode Wellingtonskega z Gebhardom Leberechtom von Blücherjem v bitki pri Waterlooju leta 1815). Stenske poslikave so se po dokončanju hitro poslabšale zaradi vrste dejavnikov, najpomembnejše zaradi atmosferskega onesnaženja in danes so skoraj enobarvne, čeprav dokončana študija Nelsonove smrti v boljšem stanju visi v umetniški galeriji Walker v Liverpoolu. Preostale načrtovane freske so bile odpovedane, stene pa so polne portretov kraljev in kraljic od Jurija I. naprej. Še en okrasni element z vojaškimi podtoni je osem kipov iz pozlačenega caenskega kamna, ki obdajajo tri vrata in okno galerije, ki jih je izklesal John Birnie Philip. Vsak prikazuje monarha, med čigar vladavino je potekala ključna bitka ali vojna. To sta: Alfred Veliki in Viljem Osvajalec; Rihard I. Levjesrčni in Edvard III.; Henrik V. Angleški in Elizabeta I. Angleška; Viljem III. Oranski in Ana. Obložen strop, 13,7 metra nad tlemi prikazuje tudorske vrtnice in leve, vitraži pa prikazujejo grbe kraljev Anglije in Škotske.

#### Pričeva dvorana
Prinčeva dvorana je majhen predprostor med Kraljevo galerijo in lordsko zbornico, poimenovan po sobi, ki meji na Parlamentarno dvorano v Stari palači v Westminstru. Zaradi svoje lokacije je to kraj, kjer se srečujejo člani lordov, da razpravljajo o poslovanju predstavniškega doma. Več vrat vodi iz sobe, v preddverja oddelka lordske zbornice in v številne pomembne pisarne.
Tema prinčeve dvorane je zgodovina Tudorjev, 28 oljnih portretov, naslikanih na ploščah po sobi, prikazuje člane rodbine Tudor. So delo Richarda Burchetta in njegovih učencev, njihovo ustvarjanje pa je vključevalo obsežne raziskave, ki so prispevale k ustanovitvi Nacionalne galerije portretov leta 1856. 12 bronastih reliefov je vgrajenih v steno pod portreti, ki jih je izdelal William Theed l. 1855–1857. Vključeni so prizori The Field of the Cloth of Gold, The Escape of Mary, Queen of Scots in Raleigh Spreading His Cloak As a Carpet for the Queen. Nad portreti, v višini oken, so kopije šestih od desetih tapiserij Armada, ki so visele v dvorani lordske zbornice do njihovega uničenja v požaru leta 1834 in so prikazovale poraz španske armade leta 1588. Projekt je bil postavljen na čakanju leta 1861 (do takrat je bila dokončana samo ena slika) in je bila oživljena šele leta 2007; avgusta 2010 je vseh šest slik na predvidenih mestih.
V sobi je tudi kip kraljice Viktorije, ki sedi na prestolu (ki je sama postavljena na podstavek) in drži žezlo in lovorovo krono, ki prikazujeta, da vlada in sodi. To figuro obdajata alegorična kipa Pravičnost in Usmiljenje – prvi z golim mečem in neprilagodljivim izrazom, drugi pa izkazuje sočutje in ponuja oljčno vejico. Kiparski ansambel, izdelan iz belega marmorja, ki ga je leta 1855 izklesal John Gibson, doseže 2,44 metra višine; velikost je dolgo veljala za nesorazmerno z opremo prinčeve dvorane, bočni kipi pa so med letoma 1955 in 1976 končali v skladišču. Vendar sta velikost in lokacija skupine, v oboku nasproti vrat v Kraljevo galerijo (ki so odstranjeni pred državnim odprtjem parlamenta, da bi olajšali kraljevo procesijo), nakazujejo, da naj bi jih videli od daleč, in simbolično spominjajo monarha na njegove kraljeve dolžnosti, ko se sprehaja po Kraljevi galeriji na poti do svojega govora.

### Lordska zbornica
Prostor lordske zbornice je v južnem delu Westminstrske palače. Razkošno okrašena dvorana meri 13,7 krat 24,4 metra. Klopi v dvorani in drugo pohištvo so obarvane rdeče. Zgornji del dvorane krasijo vitraži in šest alegoričnih fresk, ki predstavljajo vero, viteštvo in pravo.
Na južnem koncu dvorane sta okrašena zlat baldahin in prestol; čeprav lahko suveren teoretično zasede prestol med katerim koli zasedanjem, se udeleži le državne otvoritve parlamenta. Drugi člani kraljeve družine, ki se udeležijo državne otvoritve, uporabljajo državne stole poleg prestola, sinovi pa imajo vedno pravico sedeti na stopnicah prestola. Pred prestolom je Woolsack, rdeča blazina brez naslonjala, polnjena z volno, ki predstavlja zgodovinski pomen trgovine z volno in jo uporablja častnik, ki predseduje zboru (Lord Speaker od leta 2006, vendar zgodovinsko gledano lord kancler ali namestnik). Na hrbtni strani Woolsacka je postavljena hišno žezlo, ki predstavlja kraljevo oblast. Pred Woolsackom je sodniški Woolsack, večja rdeča blazina, ki so jo med državnim odprtjem nekoč zasedali sodniški lordi (ki so bili člani lordske zbornice), po možnosti pa sodniki vrhovnega sodišča in drugi sodniki (ne glede na to, ali so člani ali ne), da predstavljajo sodno vejo oblasti. Miza za katero sedijo uradniki, je spredaj.
Poslanci zasedajo rdeče klopi na treh straneh dvorane. Klopi na desni strani Lord Speakerja tvorijo duhovno stran, tiste na njegovi levi pa časovno stran. Lords Spiritual (nadškofje in škofje ustanovljene Cerkve v Angliji) vsi zasedajo duhovno stran. Lordi Temporal (plemiči) sedijo glede na strankarsko pripadnost: člani vladne stranke sedijo na duhovni strani, medtem ko člani opozicije sedijo na temporalni strani. Nekateri, ki niso strankarsko povezani, sedijo v klopeh sredi dvorane nasproti Woolsacka; zato so znani kot crossbenchers (ime so dobili po križnih klopeh, med in pravokotno na vladne in opozicijske klopi, kjer v dvorani sedijo nasprotniki).
Lordska zbornica je prizorišče slovesnosti, ki jih prenaša nacionalna televizija, med katerimi je najpomembnejša državna otvoritev parlamenta, ki je uradna otvoritev vsakega letnega parlamentarnega zasedanja, bodisi po splošnih volitvah ali jeseni. Ob tej priložnosti so zastopani vsi ustavni elementi vlade: krona (tako dobesedno kot figurativno v osebi suverena), duhovni in posvetni lordi ter skupščina (ki skupaj tvorijo zakonodajno telo), sodstvo (čeprav noben sodnik ni član obeh domov parlamenta) in izvršnega organa (vladni ministri in ceremonialne vojaške enote); in veliko število gostov je povabljenih, da se udeležijo dogodka v veliki kraljevi galeriji tik pred dvorano. Suveren, ki sedi na prestolu, ima govor s prestola, v katerem predstavi program vlade za leto in zakonodajni dnevni red za prihodnje parlamentarno zasedanje. Ostali ne smejo vstopiti v razpravo Lordov; namesto tega gledajo dogajanje zunaj dvorane, tik pred vrati. Za zaključek vsakega parlamentarnega zasedanja poteka majhna čisto formalna slovesnost, ko suverena zastopa zgolj skupina lordov komisarjev.
Po Blitzu, ki je uničil dvorano spodnjega doma parlamenta, je lordsko dvorano zasedel parlament. Lordi so med obnovo začasno uporabljali garderobo. Državna otvoritev parlamenta je potekala normalno, z uporabo novih prostorov. Dokaze o tem je mogoče videti še danes, pri čemer je jasno vidna škoda na enih od vrat, kamor je udaril Black Rod.

#### Preddverje članov
Neposredno severno od lordske dvorane je Peers' Lobby, preddverje, kjer lahko lordi neformalno razpravljajo ali se pogajajo o zadevah med zasedanji predstavniškega doma, pa tudi zbirajo sporočila vratarjev, ki nadzorujejo dostop do dvorane. Preddverje je kvadratna soba, ki meri 12 metrov na vsaki strani in je visoka 10 metrov. Ena glavnih značilnosti je osrednji del tal, sijoča tudorska vrtnica iz derbyshirskega marmorja in komplet v osmerokotniku vgraviranih medeninastih plošč. Preostali del tal je tlakovan z enkavstičnimi ploščicami s heraldičnimi motivi in latinskimi moto. Stene so obložene z belim kamnom in vsaka je prebodena z vrati; nad loki so prikazani grbi, ki predstavljajo šest kraljevih rodbin, ki so vladale Angliji do vladavine kraljice Viktorije (Sasi, Normani, Plantageneti, Tudorji, Stuarti in Hanoverani), med njimi pa so okna, obarvana z grbi zgodnjih aristokratskih družin Anglije.
Od vrat so tista na jugu, ki vodijo v lordsko dvorano, najveličastnejša in ima veliko pozlate in okrasja, vključno s celotnim kraljevim grbom. Obdajajo ga medeninasta vrata, par dovršeno preluknjanih vrat z žebljički, ki skupaj tehtajo 1,5 tone. Stranska vrata z urami se odpirajo v hodnike: proti vzhodu se razteza hodnik Law Lords, ki vodi do knjižnic, blizu zahoda pa je Mojzesova soba, ki se uporablja za velike odbore.
Na severu je obokan Peers' Corridor, ki je okrašen z osmimi freskami Charlesa West Copa, ki prikazujejo zgodovinske prizore iz obdobja okoli angleške državljanske vojne. Freske so bile narejene med letoma 1856 in 1866 in vsak prizor je bil »posebej izbran za prikaz bojev, skozi katere so bile pridobljene narodne svoboščine«. Primeri vključujejo Govornik Lenthall uveljavlja privilegije poslancev proti Karlu I., ko je bil izveden poskus zasega petih članov, ki predstavlja odpor proti absolutni vladavini in Vkrcanje očetov romarjev za Novo Anglijo, ki ponazarja načelo svobode veroizpovedi.

### Centralno preddverje
Centralno preddverje, prvotno imenovano Octagon Hall zaradi svoje oblike, je srce Westminstrske palače. Leži neposredno pod osrednjim stolpom in tvori prometno križišče med lordsko zbornico na jugu, spodnjim domom na severu, dvorano sv. Štefana in javnim vhodom na zahodu ter spodnjo čakalnico in knjižnicami do vzhoda. Lokacija na pol poti med obema razpravnima dvoranama je vodila ustavnega teoretika Erskina Maya, da je preddverje opisal kot »politično središče britanskega imperija« in omogoča osebi, ki stoji pod velikim lestencem, da vidi tako kraljevi prestol kot Speakerjev stol, pod pogojem, da so vsa vmesna vrata odprta. Volivci se lahko srečajo s svojimi poslanci tukaj, tudi brez dogovora, in ta praksa je izvor izraza lobiranje. Dvorana je tudi gledališče Speakerjeve procesije, ki gre od tu na poti do skupne dvorane pred vsakim zasedanjem predstavniškega doma.
Osrednje preddverje meri 18 metrov v širino in 23 metrov od tal do sredine obokanega stropa. Plošče med rebri oboka so prekrite z mozaikom iz beneškega stekla, na katerem so prikazani cvetlični emblemi in heraldični znaki, izbokline v presečiščih reber pa so prav tako vklesane v heraldične simbole. Vsaka stena preddverja je vsebovana v loku, okrašenem s kipi angleških in škotskih monarhov; na štirih straneh so vrata, timpanon nad njimi pa krasijo mozaiki, ki predstavljajo zavetnike konstitutivnih narodov Združenega kraljestva: sveti Jurij za Anglijo, sveti Andrej za Škotsko, sveti David za Wales in sveti Patrik za Irsko. Ostale štiri oboke zavzemajo visoka okna, pod katerimi so kamniti zasloni - za enim od teh zaslonov je dvoranska pošta, ena od dveh v palači. Pred njimi stojijo štirje veliki kipi državnikov iz 19. stoletja, vključno z enim štirikratnega premierja Williama Gladstona. Tla, na katerih stojijo, so obložena z mintonskimi enkavstičnimi ploščicami v zapletenih vzorcih in vključujejo odlomek iz psalma 127, napisanega v latinščini, ki se prevaja takole: »Če Gospod ne zgradi hiše, je izgubljen njihov trud, ki jo je zgradil«.
Vzhodni hodnik vodi od osrednjega preddverja do spodnje čakalnice in njegovih šest plošč je ostalo praznih do leta 1910, ko so jih napolnili prizori iz zgodovine Tudorjev. Vse so plačali liberalni vrstniki in vsaka je bila delo drugega umetnika, vendar je bila enotnost med freskami dosežena zahvaljujoč skupni barvni paleti rdeče, črne in zlate ter enotni višini upodobljenih likov. Eden od prizorov verjetno ni zgodovinski: trganje rdečih in belih vrtnic v vrtovih starega templja, ki prikazuje izvor teh rož kot simbolov rodbin Lancaster oziroma York, je bilo vzeto iz Shakespearove igre Henrik VI., 1. del.

### Članski lobi
Od osrednjega preddverja proti severu se nadaljuje Commons' Corridor. Je skoraj enakega dizajna kot njegov južni primerek in je okrašen s prizori politične zgodovine 17. stoletja med državljansko vojno in revolucijo leta 1688. Naslikal jih je Edward Matthew Ward in vključujejo teme, kot sta Menih razglaša za svobodni parlament in Lordi in poslanci predajajo krono Williamu III. in Mary II. v banketni dvorani. Potem, ki zrcali razporeditev v lordskem delu palače, je še ena predsoba, preddverje članov. V tej sobi poslanci razpravljajo ali se pogajajo, pogosto pa jih intervjuvajo akreditirani novinarji, skupaj znani kot The Lobby.
Soba je podobna preddverju Peers' Lobby, vendar preprostejšega oblikovanja in nekoliko večja ter tvori kocko 13,7 metrov na vseh straneh. Po hudi škodi, ki jo je utrpela v bombardiranju leta 1941, so jo obnovili v poenostavljenem slogu, kar je najbolj očitno v tleh, ki so skoraj popolnoma neokrašena. Obok vrat, ki vodijo v dvorano, je ostal nepopravljen kot opomin na zlo vojne in je zdaj znan kot Rubble Arch ali Churchillov Arch. Obdajajo ga bronasti kipi Winstona Churchilla in Davida Lloyda Georgea, premierjev, ki sta Britanijo vodila skozi drugo oziroma prvo svetovno vojno; noga vsakega je vpadljivo sijoča, kar je posledica dolge tradicije poslancev, ki jih drgnejo za srečo na poti pred prvim govorom. V preddverju so doprsni kipi in kipi večine premierjev 20. stoletja ter dve veliki tabli, kjer lahko poslanci sprejemajo pisma in telefonska sporočila, zasnovani za uporabo v hiši in nameščeni v zgodnjih 1960-ih.

### Spodnji dom
Zbornica spodnjega doma je na severnem koncu Westminsterske palače; odprli so jo leta 1950, potem ko je bila viktorijanska dvorana leta 1941 uničena in ponovno zgrajena pod vodstvom arhitekta Gilesa Gilberta Scotta. Dvorana meri 14 krat 20,7 metra in je preprostejšega sloga kot lordske dvorana; klopi in drugo pohištvo so obarvani zeleno. Občanom je prepovedano sedeti na klopeh. Drugi parlamenti v državah Commonwealtha, vključno s tistimi iz Indije, Kanade, Avstralije in Nove Zelandije, so kopirali barvno shemo, po kateri je spodnji dom povezan z zeleno, zgornji dom pa z rdečo.
Na severnem koncu dvorane je predsednikov stol, darilo parlamentu iz Commonwealtha Avstralije. Trenutni britanski predsedniški stol je natančna kopija predsedniškega stola, ki ga je Avstraliji podaril spodnji dom ob praznovanju odprtja starega parlamenta v Canberri. Pred predsedniškim stolom je miza predstavniškega doma, za katero sedijo uradniki in na kateri je položeno slavnostno žezlo. Miza je bila darilo iz Kanade. Škatle za glasovanje, na katere se člani parlamenta (poslanci) med vprašanji in govori pogosto naslanjajo ali na njih odpirajo zapiske, so darilo Nove Zelandije. Na obeh straneh dvorane so zelene klopi; poslanci vladne stranke zasedajo klopi na predsednikovi desni, opozicijski pa klopi na predsednikovi levici. Ni navzkrižnih klopi kot v lordski zbornici. Dvorana je razmeroma majhna in lahko sprejme samo 427 od 650 poslancev – med vprašanji predsednika vlade in v večjih razpravah poslanci stojijo na obeh koncih parlamenta.
Po tradiciji britanski suveren ne vstopi v zbornico spodnjega doma. Zadnji monarh, ki je to storil, je bil kralj Karel I. Angleški leta 1642. Kralj je želel aretirati pet poslancev parlamenta zaradi obtožb veleizdaje, toda ko je vprašali predsednika Williama Lenthalla, ali ve, kje so ti posamezniki, je Lenthall slavno odgovoril: »Naj bo v veselje vašemu veličanstvu, nimam ne oči, da bi videl ne jezika, da bi govoril na tem mestu, ampak kot mi je všeč hiša, čigar služabnik sem tukaj«. Od takrat, v Državno odprtje parlamenta, ko se Black Rod, ki predstavlja monarha, približa vratom dvorane spodnjega doma parlamenta, da bi jih povabil, se vrata ostro zaloputnejo pred njegovim ali njenim obrazom. Black Rod mora trikrat udariti po vratih s palico, da ga sprejmejo in izda poziv monarha poslancem, da se udeležijo. Ko so bila popravila po bombardiranju po drugi svetovni vojni končana, je obnovljeno dvorano 26. oktobra 1950 odprl kralj Jurij VI. Britanski, ki so ga voditelji skupščine povabili na 'neuraden'" ogled nove zgradbe.
Dve rdeči črti na tleh spodnjega doma sta 2,5 metra narazen, kar naj bi po apokrifnem izročilu znašalo nekaj več kot dve dolžini meča. Pravijo, da je bil prvotni namen tega preprečiti, da bi se spori v hiši sprevrgli v dvoboje. Vendar pa ni zapisa o času, ko je bilo članom parlamenta dovoljeno prinesti meče v dvorano; zgodovinsko gledano je smel samo narednik z orožjem nositi meč kot simbol svoje vloge v parlamentu in črno palico, ko je sklical poslance k lordom, v garderobi poslancev pa so zanke iz rožnatega traku, ki jih poslanci obesijo svoje meče pred vstopom v dvorano. V dneh, ko so gospodje nosili meče, v dvorani ni bilo vrst. Protokol narekuje, da poslanci med govorom ne smejo prestopiti teh mej; poslanca, ki krši to konvencijo, bodo opozicijski poslanci grajali.

### Westminstrska dvorana
Westminstrska dvorana je velika srednjeveška dvorana in najstarejša ohranjen del palače. Postavljena je bila leta 1097 za Viljema II. (William Rufus), takrat je bila največja dvorana v Evropi. Stavba je imela skozi leta različne funkcije, vključno z uporabo za sodne namene od 12. do 19. stoletja. Ko se obema domovoma parlamenta Združenega kraljestva, spodnjemu domu in lordskemu domu, poda skupni nagovor, je običajno prizorišče dvorana. Uporabljali so ga tudi za gostitve ob kronanju do 19. stoletja, od 20. stoletja pa je običajno prizorišče za državne in ceremonialne pogrebe.
Dvorana je še posebej znana po svoji strehi tipa hammer-beam (konzolno kleščasto ostrešje), obliki, značilni za angleško gotsko arhitekturo, ki uporablja vodoravne nosilce za širjenje velikih razdalj; dvorana je imela prvotno tri ladje. Streho so leta 1393 naročili za Riharda II., zgradil pa jo je kraljevi tesar Hugh Herland. To je največja srednjeveška streha s čistim razponom v Angliji, ki meri 20,7 krat 73,2 m. Hrastov les je prišel iz gozdov v jugovzhodni Angliji in je bil sestavljen v bližini Farnhama v Surreyu, 56 kilometrov stran od Westminstra. Istočasno je preostanek dvorane preoblikoval zidarski mojster Henry Yevele, ki je preoblikoval stene in dodal petnajst kipov kraljev v naravni velikosti, postavljenih v niše. Prenove vključujejo triinosemdeset edinstvenih upodobitev Rihardove najljubše heraldične značke, mirujočega priklenjenega belega jelena.

### Druge sobe
V glavnem nadstropju s pogledom na reko sta dve knjižnici, in sicer knjižnica lordssko zbornico in knjižnica za spodnji dom.
Westminstrska palača vključuje tudi državna stanovanja za predsedujoča uradnika obeh hiš. Uradna rezidenca Lorda Speakerja stoji na severnem koncu palače; stanovanja lorda kanclerja so na južnem koncu. Vsak dan se predsednika udeležita uradnih procesij od svojih stanovanj do svojih dvoran.
Strangers' Bar je eden izmed številnih barov, kavarn in restavracij v Westminstrski palači z različnimi pravili glede tega, kdo sme uporabljati njihove prostore; mnogi od njih se nikoli ne zaprejo, medtem ko parlament zaseda. Obstaja tudi telovadnica, frizerski salon in strelišče. Parlament ima tudi dve trgovini s spominki, kjer se prodajajo izdelki od obeskov za ključe in porcelana do šampanjca v spodnjem domu.

## Varnost
Vodja Črne palice (Black Rod) nadzira varnost za lordsko zbornico, narednik pa enako za spodnji dom. Ta častnika pa imata predvsem obredno vlogo zunaj dejanskih dvoran. Varovanje je v pristojnosti parlamentarnega varnostnega direktorja. Parlament ima svoje poklicne varnostne sile. Tradicija še vedno narekuje, da lahko oborožen vstopi v dvorano le narednik.
Zaradi naraščajoče zaskrbljenosti glede možnosti, da bi vozilo, polno eksploziva, zapeljalo v stavbo, so leta 2003 na cestišče postavili vrsto betonskih blokov. Ob reki obstaja izključitveno območje, ki se razteza 70 metrov od brega, kamor ne smejo vstopiti nobena nepooblaščena plovila.
Zakon o resnem organiziranem kriminalu in policiji iz leta 2005 je prej prepovedoval proteste v bližini palače ali kjer koli drugje znotraj določenega območja, ki se razteza do 1 kilometra od Parlamentarnega trga, brez dovoljenja metropolitanske policije. Zakon je tudi omejil delovanje zvočnikov na za to določenem prostoru. Te določbe je razveljavil zakon o reformi policije in družbeni odgovornosti iz leta 2011, ki jih je nadomestil s popolno prepovedjo šotorov in spalnih vreč na parlamentarnem trgu ter s prepovedjo uporabe zvočnikov na trgu brez dovoljenja ustreznih lokalnih organov.
Javnost ima še naprej dostop do Galerije tujcev v spodnjem domu parlamenta. Obiskovalci gredo skozi detektorje kovin in pregledajo njihovo lastnino. Policija iz Westminstrskega oddelka metropolitanske policije ob podpori nekaterih oboroženih policistov iz skupine za diplomatsko zaščito vedno dežura v palači in okoli nje.